# Megachile fuerteventurae
Megachile fuerteventurae är en biart som först beskrevs av Borek Tkalcu 1993.  Megachile fuerteventurae ingår i släktet tapetserarbin, och familjen buksamlarbin. Inga underarter finns listade i Catalogue of Life.